# 1823 au Canada
Pour un article plus général, voir Chronologie du Canada.
Cet article traite des événements qui se sont produits durant l'année 1823 au Canada.

## Événements

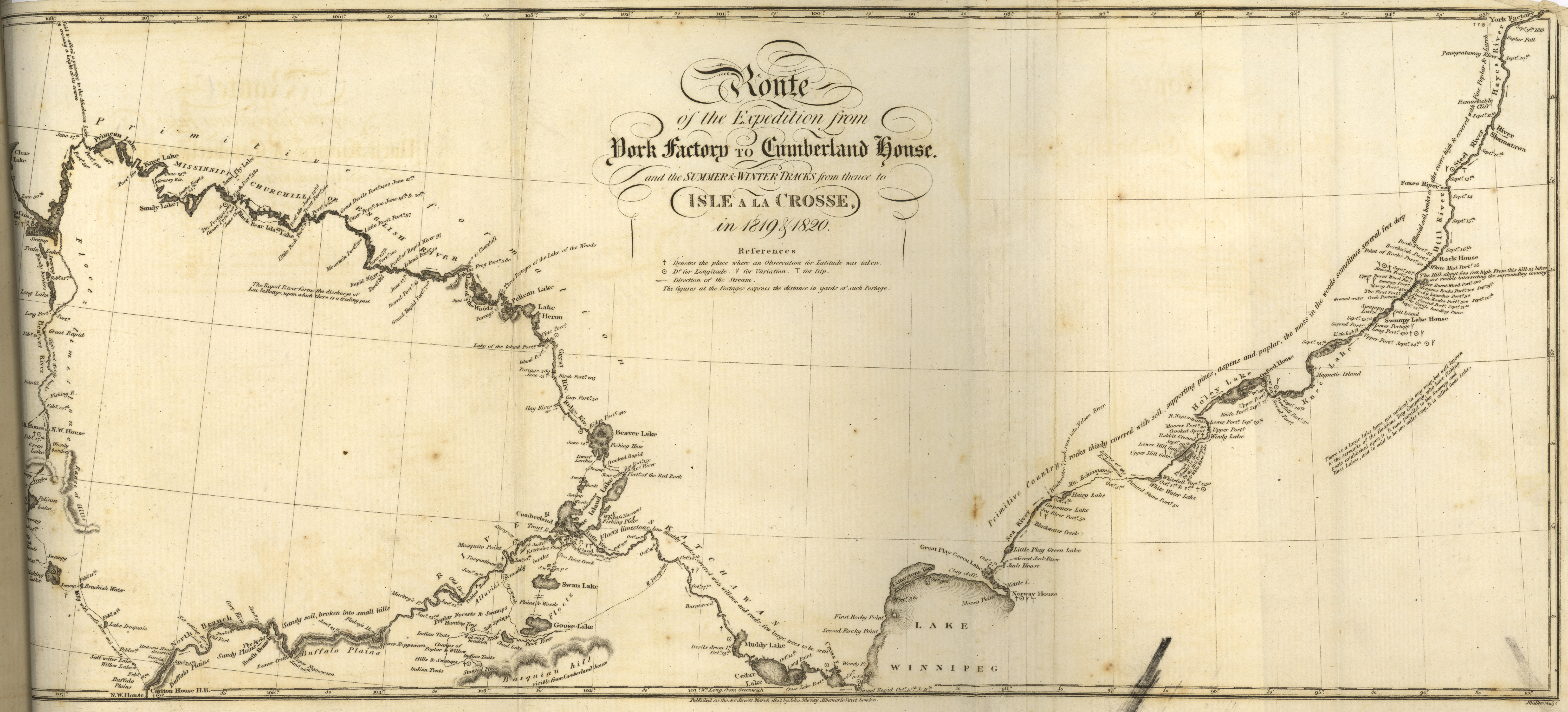
Carte de John Franklin montrant le trajet de York Factory à Cumberland House réalisé après l'Expédition Coppermine en 1823. La carte tient compte des latitudes des lieux.

- Avril : capture de trois femmes Béothuks à Terre-Neuve dont Shanawdithit. Les deux autres moururent de tuberculose. Aucun autre béothuk ne fut retrouvé par la suite.
- 10 mai : Louis-Joseph Papineau et John Neilson présentent à Londres un mémoire contre le projet d’Union du Haut et du Bas-Canada. La Grande-Bretagne donnera raison aux Canadiens français.
- Ward Chipman devient lieutenant-gouverneur du Nouveau-Brunswick.
- Début de la construction de la Cathédrale Saint-Jacques de Montréal.
- Barthélemy Joliette établit une ville sur la Rivière L'Assomption qui va devenir la ville de Joliette.
- Construction du poste Fort Assiniboine par la Compagnie de la Baie d'Hudson.

### Exploration de l'Arctique
- Fin de la deuxième expédition de William Edward Parry. Son navire se libère des glaces seulement le 8 août. Avec le retour du temps froid, il retourne en Grande-Bretagne.

## Culture
- Thomas Chandler Haliburton (en) publie son premier livre A General Description of Nova Scotia. Il sera un auteur bien connu en plus d'être engagé en politique.

## Naissances
- 17 janvier : Francis Cassidy, homme politique.
- 20 janvier : Jacques Grenier, maire de Montréal. († 5 mars 1909)
- 2 février : Thomas-Jean-Jacques Loranger, homme politique.
- 20 février : Louis Léon Lesieur Désaulniers, homme politique.
- 4 mars : George Caron, (homme politique). († 14 mai 1902)
- 30 mars : James Cox Aikins, lieutenant-gouverneur du Manitoba.
- 2 juin : Gédéon Ouimet, premier ministre du Québec. († 23 avril 1905)
- 10 juillet : Louis-Napoléon Casault, avocat et homme politique. († 18 mai 1908)
- 23 juillet : Alexandre-Antonin Taché, évêque de Saint-Boniface.
- 5 août : Télesphore Fournier, homme politique et juge.
- 13 août : Goldwin Smith, journaliste et historien.
- 30 août : Edward J. Hemming, homme politique. († 17 septembre 1905)
- 16 octobre : Marc-Aurèle Plamondon, juge et journaliste. († 4 août 1900)
- 14 décembre : Pierre Fortin, médecin et homme politique.
- 18 décembre : Charles-Édouard Houde, homme politique.
- 22 décembre : Thomas-Philippe Pelletier (politicien) († 28 avril 1913)
- Stanislaus Francis Perry, homme politique.

## Décès
- 13 février : Pierre-Ignace Aubert de Gaspé (homme politique) (née le 14 août 1758 au Canada).
- 9 mars : Louis-Amable Quévillon, artisan.
- 27 mars : George Stracey Smyth, lieutenant-gouverneur du Nouveau-Brunswick.
- 17 septembre : Gilbert Hyatt (loyaliste), fondateur de la ville de Sherbrooke.